# 亞當·史密斯 (足球運動員)
亞當·史密斯（英語：Adam Smith；1991年4月29日—）是一位英格蘭足球運動員。在場上的位置是右後衛。他現在效力於英格蘭足球超級聯賽球隊伯恩茅斯足球俱樂部。他也代表英格蘭U21國家隊參賽。

## 外部連結
- 足球数据库：亞當·史密斯的球员统计数据
- Tottenham Hotspur F.C. profile （页面存档备份，存于）